# Los Cinco Inferiores
Los Cinco Inferiores (o I5) son un equipo de superhéroes que fueron creados para la editorial DC Comics, apareciendo en las páginas de la revista de historietas Showcase Vol. 1 #62 (mayo-junio de 1966) y creados por el escritor/guionista Nelson Bridwell y el artista Joe Orlando. Estos personajes se crearon para representar un equipo cómico y una parodia de los personajes de DC Comics.
La premisa de estos personajes, es que son los hijos de un grupo de superhéroes llamado Freedom Brigade, otro equipo parodia de la Liga de la Justicia. La mayoría de los miembros de los Cinco Inferiores fueron el trampolín para otros personajes populares de DC, aunque la apariencia de Merryman se inspiró en la apariencia del actor Woody Allen. Sus historias, ocurren en un universo alterno muy similar al Universo DC, con la diferencia que habían sido exclusivos en este mundo, conocidos como Tierra-12 (Pre-Crisis).

## Historial sobre sus publicaciones
Después de aparecer en las páginas de la revista Showcase, en los números #62, #63 y #65 (1966), obtuvieron su propia serie que apenas duró doce números. Los primeros diez tenían material inédito y se publicaron entre 1967 a 1968.
Los números #11 y #12 de la serie propia, se publicaron en 1972, y se utilizó el título como Inferior 5, en lugar de deletrear la palabra, y todos los demás números anteriores se reimprimieron, excepto las portadas. Nada cambió con la alteración del título como tal.
El equipo ha aparecido posteriormente solamente como invitados y de manera esporádica, luego de que su serie fuese cancelada, ya que su siguiente aparición se registraría en las páginas de la revista Showcase Vol. 1 #100 (mayo de 1978) durante la época de la Edad de Bronce de los cómics. otras apariciones ha incluido entre uno y dos paneles (ya que hubo un desacuerdo sobre si estos personajes dentro de un panel eran los Cinco Inferiores) durante la publicación de la Crisis en las Tierras Infinitas, La guerra Oz-País de las Maravillas #3 (marzo de 1986), y la serie escrita por Grant Morrison Animal Man, así como en el panel de la serie limitada y elseworld LJA: Otro clavo, y donde aparecen junto a Flash y Atom cuando estos viajan entre dimensiones.
Aunque las historias originales de los Cinco Inferiores se hacían frecuentes referencias a otros prominentes héroes del Universo DC, en la miniserie La guerra Oz-País de las Maravillas #3 (marzo de 1986), se había revelado que sus aventuras habían estado ocurriendo en Tierra-12 (del Multiverso DC Pre-Crisis), y que tenía sus propios döppelgängers de la propia JLA, los Teen Titans, etc., y del resto de personajes del Universo DC, lo que significaba que tales referencias culturales a los personajes de DC Comics estaban fuera de su continuidad tradicional en lo que respecta con los héroes de Tierra-1 del Universo DC.
Tras el final de los acontecimientos narrados en la Crisis en las Tierras Infinitas, donde los Cinco Inferiores habían tenido sus cameos secundarios en segundo plano, la única aparición en la continuidad del equipo como tal fue en la miniserie Angel and the Ape, de 1991, donde se revelaron que Ángel y Dumb Bunny son medio hermanas. Los miembros de la Liga de la Justicia de América tuvieron sus propios cameos en dicha serie, lo que indicaba que los Cinco Inferiores ahora existían priminentemente en la continuidad de Nueva Tierra posterior a la crisis.
Los Cinco Inferiores reaparecerían en el Número 14 de la serie de historietas de Batman: The Brave and the Bold, basada en la serie animada de televisión. Los Cinco Inferiores se unen con la Legión de Héroes Sustitutos en Batman el Valiente #35 y en el Universo DC haciendo equipo con Batiduende en la miniserie Bat-Mite #5 (diciembre del 2015), en la etapa de Los Nuevos 52.
El escritor de historietas Steve Garber propuso hace años una versión madura en la línea de cómics del sello Vertigo Comics sobre los Cinco Inferiores, como una versión oscura y que resumía los cómics homónimos cuando fueron publicados en su tiempo, pero esta idea sería rechazada, puesto que Garber posteriormente declaró que la razón por la cual se había rechazado la propuesta, era que la editorial DC había expresado que la razón de no publicar tal propuesta se debió a que el argumento del título haría que los propios personajes de los Inferiores los mostrase aún más inferiores de lo que ya eran si fuesen publicados.

## Biografía del equipo
Los Cinco Inferiores son la progenie y herederos de otro equipo cómico de superhéroes conocidos como la Brigada de la Libertad, un equipo de aventureros disfrazados de una Tierra alternativa, conocida como Tierra 12, que estaba establecida con su propia continuidad desde antes de la Crisis en las Tierras Infinitas. Después de que la Brigada se había retirado, presionaron a sus hijos para que siguieran su legado usando sus dones y poderes, una tarea que apenas intentaron y lo hicieron a medias.
Solo se documentaron algunas de sus aventuras con los antiguos enemigos de sus padres y una visita a Asgard para conocer a los dioses nórdicos, sin embargo, apenas estuvieron fuera de su propia línea de tiempo y universo cuando se presentó la crisis y aparentemente sobrevivieron. Más adelante, se encontraron con el equipo del parque Zoológico durante el crossover de la guerra Oz-Wonderland. Dumb Bunny se reuniría más tarde con su media hermana, Angel O'Day, una detective que formaba parte de la agencia de detectivesÁngel y Ape en la Tierra. Sus siguientes paraderos no serían revelados.

## Miembros
- Merryman (Myron Víctor. Profesión: Artista cómico):98 Pund Weakling, es hijo de The Patriot y Lady Liberty (parodia de Miss América y Tío Sam, los héroes de los Combatientes de la Libertad de Quality Cömics) y es descendiente de Yellowjacket y Crimson Chrysanthemum (Ovbiamente parorias del Avispón Verde y Scarlet Pimpermel). Es el líder del equipo,él usa un atuendo de bufón, después de que había decididio durante su primera aparición con el equipo que si iba hacer el ridículo,  bien podría darse mejor en este papel. Él es muy inteligente, lo que lo convierte en el único miembro del equipo que conoce a fondo las desventajas del equipo. Aunque entrenado en artes marciales, es físicamente un tipo con carácter de debilucho y perdedor, con la habilidad práctica para usar tales habilidades. Estuvo presente en Crisis Final como líder de los que vivían en la dimensión del Limbo,[9] liderandolos para ayudar a los Supermanes de todo el Multiverso DC a defenderse del ataque del monitor corrupto Mandrakk, más conocido como el Monitor oscuro. Superman le destacó de cualquiera que pudiese ser un héroe.

- Awkwardman (Leander Brent, empleo: Es un beachcomber): Hijo de Mr. Night (parodia de Superman) y de The Mermaid (parodia a Aquaman). Él es superfuerte, y capaz de vivir bajo el agua, teniendo poderes heredados de ambos padres, pero también es algo torpe. De acuerdo con su herencia semi-submarina, requiere un contacto periódico con el agua, que puede consistir simplemente en verterla sobre sí mismo con una regadera. Su nombre clave resulta ser parte de un juego de palabras tomando en cuenta la palabra Aquaman, su apellido Brent y que rima con el apellido de civil de Superman Kent'.
- The Blimp (Herman Cramer, profesión: Dueño de un restaurante.): Es el hijo obeso del Capitán Swifft (una parodia de Flash), este puede volar también como su padre, pero como carecía de poderes de velocidad como los de su padre, solamente podía volar a velocidades muy lentas, con una cola de viento. Fue uno de los pocos superhéroes en asistir al funeral de Booster Gold.
- White Feather (William King, profesión: Fotógrafo).: Hijo de The Bowman (parodia de Flecha Verde) y una mujer no identificada. Era un excelente arquero cuando creía que nadie lo estaba mirando, la gente lo ponía nervioso (como casi todo lo demás). Su apellido King es un paralelo al apellido de Oliver "Queen", y su nombre en clave es una referencia al símbolo tradicional de la cobardía.
- Dumb Buny (Athena Tremor, ocupación: Modelo): La hija estúpida pero super fuerte de Princess Power (parodia de Wonder Woman) y Steve Tremor (parodia de Steve Trevor). En la continuidad posterior (se había revelado tener una medio hermana en la spáginas de la miniserie de Ángel y el Mono Vol.2 #1), ella todavía es la hija de Princess Power; sin embargo, se revela que su padre es en realidad el profesor Theo O'Day. Poco tiempo después de la muerte de la madre de Ángel, el profesor O'Day se reconcilió con la Princesa Power y reunió a Athena y a Ángel juntos. Como Dumb Bunny, Athena se describe como una fuerte chica como un buey y casi tan inteligente. Irónicamente, lleva el nombre de la diosa griega de la sabiduría Atenea. Aunque su apellido Tremor se da en la continuidad más reciente de su aparición, ella sigue siendo hija del profesor O'Day y no de Steve Tremor.

## Otras versiones

### Los Cinco Superiores
Durante los acontecimientos de la miniserie limitada Villanos Unidos, los Cino Inferiores fueron homenajeados con un grupo de supervillanos que tentativamente se conocen como los Cinco Superiores. Cada uno de los miembros tiene las habilidades de sus contrapartes de los I5, pero aparte de ser malvados, son personajes serios y con un estilo moderno. Ellos son:
- Tremor (Awkwardman)
- Hindenburg (The Blimp)
- Splitshot (White Feather)
- Lagomorph (Dumb Bunny)
- Jongleur (Merryman)

Poco se ha visto de estos personajes, a excepción de un panel en las páginas de Villanos Unidos #4 y algunas fotos de ellos en segundo plano en el mismo número. Están entre los supervillanos que se encuentran encarcelados en la miniserie Salvation Run. Jongleur es uno de los villanos enviados para recuperar la tarjeta Get Out of Hell Free que les dieron a los Seis Secretos.

## Apariciones en otros medios
- Aunque aparecieron en segundo plano a modo de cameo, fueron mencionados siendo parte de una lista junto a otros personajes como los Metal Men, la Trenchcoat Brigade, y la Monstruosa Sociedad de la Maldad en el episodio musical de Batman el Valiente, titulado, "Mayhem of the Music Meister" (El caos del maestro de Música).

## Premios y reconocimientos
La serie y los personajes han sido reconocidos por sus publicaciones, siendo galardonados con un premio Alley Award de 1966, al mejor título de humor: Disfrazados.